# 기쓰레가와 요리우지
기쓰레가와 요리우지(일본어: 喜連川頼氏, 1580년 ~ 1630년 7월 22일)는 아즈치모모야마 시대부터 에도 시대 전기까지의 무장, 다이묘이다. 시모쓰케 기쓰레가와번 초대 번주를 지냈다.
요리우지는 아시카가 요리즈미(요리아쓰)의 차남으로 태어났다.